# Vittorio Godigna
Vittorio Godigna, conosciuto anche con il nome Francesco Godigna (Pola, 12 febbraio 1908 – ...), è stato un calciatore e allenatore di calcio italiano, di ruolo centrocampista.

## Biografia
Originario di Pola, Godigna fu calciatore dapprima in Italia ed in seguito in Venezuela, ove era emigrato nel 1935.
Ritiratosi divenne allenatore (guidò la Nazionale di calcio venezuelana) ed imprenditore edile.
Si dedicò anche alla scherma, di cui organizzò un torneo in Venezuela nel 1940.

## Caratteristiche tecniche
Giocava come mediano e centromediano.

## Carriera

### Calciatore

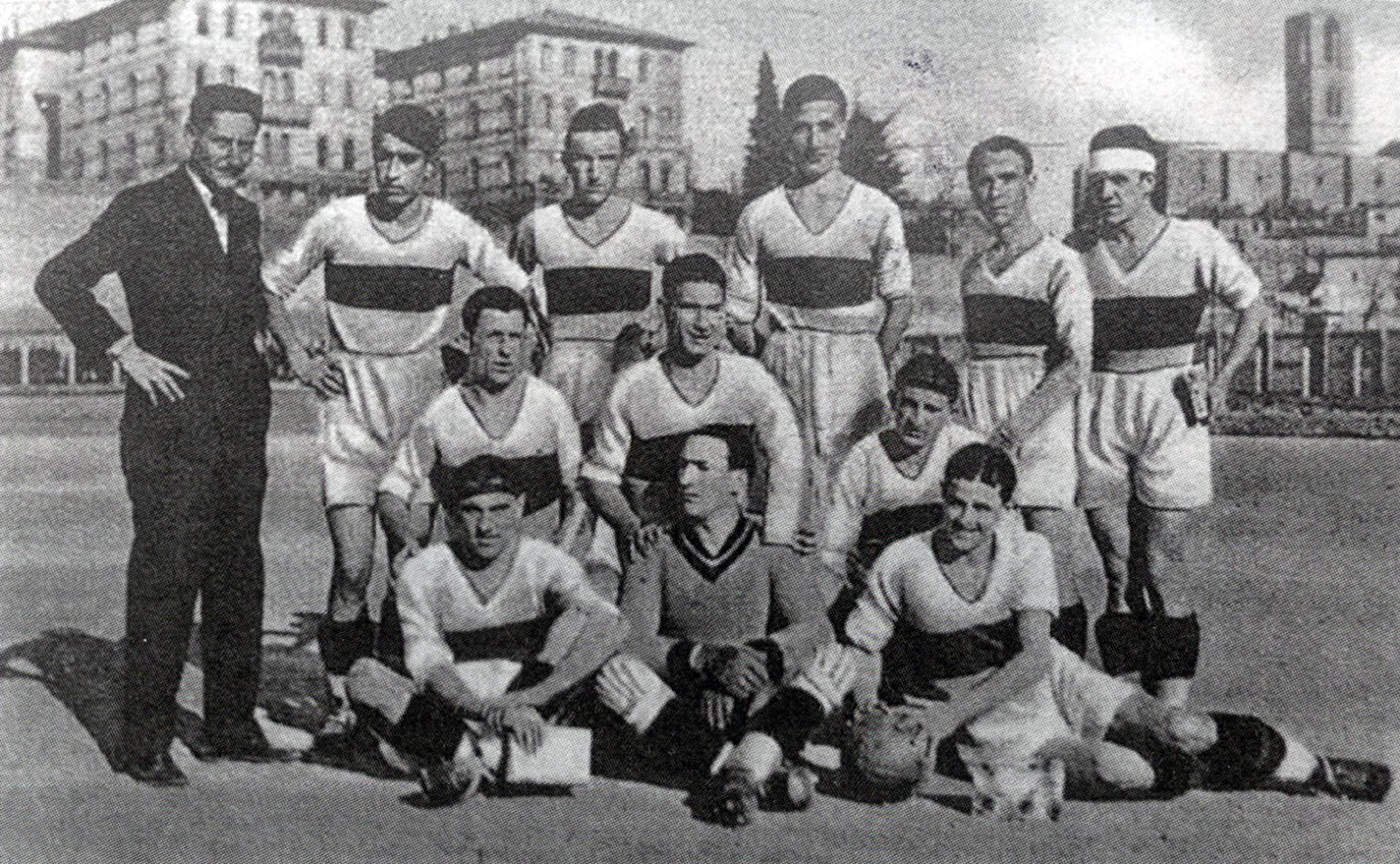
Godigna (al centro, secondo da sinistra) nel Perugia della stagione 1931-1932

Iniziò a giocare nell'Edera Pola, con cui militò nella Terza Divisione 1925-1926 ottenendo il quinto posto del girone A della Venezia Giulia.
Nella stagione 1928-1929 giocò nel Grion Pola, con cui ottenne il sesto posto del girone C della Prima Divisione, la seconda serie nazionale, declassata dall'anno seguente in terza serie.
La stagione seguente, passò al Terni, militante in terza serie. Con gli umbri ottenne il nono posto del girone D.
Nella stagione 1930-1931 venne ingaggiato dal Perugia, sempre militante in terza serie. Con i grifoni umbri ottenne il quinto posto del girone F. La stagione seguente, sempre con il Perugia, vinse il girone F della Prima Divisione, qualificandosi ai gironi finali. Nel girone finale C Godigna ed i suoi chiusero al secondo posto, alle spalle della Sampierdarenese, promossa in cadetteria.
Nel 1932 Godigna venne ingaggiato dal Genova 1893, militante in serie A. Con i rossoblu, esordì in massima serie il 25 settembre 1932, nella vittoria esterna per 4-3 contro la Pro Patria. La prima rete con i genovani Godigna la segnò nella sconfitta esterna per 4-2 contro il Milan del 13 novembre 1932. Nella prima stagione con il Genova 1893 Godigna ottenne l'ottavo posto finale, mentre in quella seguente incappò nella prima retrocessione in cadetteria dei rossoblu.
Nel terzo anno con i genovesi Godigna partecipò alla Serie B 1934-1935, vincendola ed ottenendo così il ritorno in massima serie.
Nel 1935 Godigna si trasferì in Venezuela per giocare con il Dos Caminos Sport Club. Con i biancorossi di Caracas vinse tre campionati nel triennio tra il 1936 ed il 1938.

### Allenatore
Fu il primo Commissario Tecnico della nazionale di calcio venezuelana allenandola per nove partite con 2 vittorie, e ben 7 sconfitte; con 12 goal fatti e 20 subiti. Fu allenatore del Dos Caminos Sport Club, ed in questa veste segnalò nel 1946 al Genoa, sua ex-squadra, alcuni giocatori, tra cui l'argentino Juan Carlos Verdeal.

## Palmarès

### Club

#### Competizioni nazionali
- Prima Divisione: 2

Perugia: 1930-1931, 1931-1932
- Serie B: 1

Genoa: 1934-1935
- Campionato venezuelano: 3

Dos Caminos: 1936, 1937, 1938